# Алберто да Джусано (лек крайцер, 1930)
Алберто ди Джусано (на италиански: Alberto di Giussano) е лек крайцер на италианския флот от времето на Втората световна война. Главен кораб на едноименния проект. Наречен е в чест на средновековен италиански кондотиер.

## История на службата
Поръчката за строителството на крайцера постъпва през 1928 г. Залагането му на стапела е на 29 март 1928 г., спуснат е на вода на 27 април 1930 г. Крайцерът носи броня с дебелина от 20 до 40 mm, има осем 152 mm оръдия, шест 100 mm и 16 картечници. Развива скорост до 37 възела. Парата за турбините се получава от шест котела „Яроу“. Установката е разположена според ешелонния принцип, което трябва да повиши нейната живучест. Проектната мощност на двете турбини трябва да се равнява на 95 хиляди к.с.
Крайцерът „Алберто ди Джусано“ участва в различни учения на ВМС на Италия в състава на 2-ра ескадра, оказва помощ на Бунтовническата фракция в годините на Гражданската война в Испания. На 10 юни 1940 г. крайцерът е преведен в 4-та крайцерски дивизион заедно с 1-ви ескадра и едносерийният крайцер „Алберико да Барбиано“. Участва в поставянето на минни заграждения, през август близо до Пантелерия, снабдява конвои и превозва войски за Северна Африка.
На 12 декември 1941 г., заедно с крайцера-близнак „Алберико да Барбиано“, отплава, превозвайки гориво за Африканския корпус на Ервин Ромел. Многобройните съдове с бензин са поставени направо на палубите на крайцерите. Крайцерите се надяват, че за сметка на високата си скорост бързо ще се доберат до местоназначението си и ще доставят товара, избягвайки бой с британските сили. Но на 13 декември близо до нос Бон техният конвой е прихванат от британска група разрушители. „Алберто ди Джусано“ е торпилиран от единия от разрушителите, и всички бъчви на палубата се взривяват, което води до голям пожар. Скоро той потъва, аналогична е съдбата и на „Алберико да Барбиано“. От 720 члена на екипажа загиват 283 души.